# بيت حيدر (ذي السفال)

تعديل مصدري - تعديل

بيت حيدر محلة تابعة لقرية الموسطة، التابعة لعزلة الحبلة بمديرية ذي السفال إحدى مديريات محافظة إب في الجمهورية اليمنية، بلغ تعداد سكانها 50 حسب تعداد اليمن لعام 2004.